# Georg Gottfried Wagner
Georg Gottfried Wagner (*  5. April 1698 in Mühlberg/Elbe; † 23. März 1756 in Plauen) war ein deutscher Geiger, Kantor und Komponist.

## Leben
Georg Gottfried Wagner war ein Sohn des späteren Wurzener Stiftskantors Georg Zacharias Wagner (1671–1751). Ab 1712 sang er im Thomanerchor in Leipzig und erhielt musikalischen Unterricht durch Johann Kuhnau. Ab 1719 studierte er an der Universität Leipzig Evangelische Theologie und Philosophie. Daneben war er als Geiger und Bassist tätig, ab 1723 vor allem für Johann Sebastian Bach.
Seine Bewerbung um das Amt des Stadtkantors in Zeitz war 1722 nicht erfolgreich. Im Dezember 1726 berief ihn der Rat der Stadt Plauen auf Bachs Empfehlung hin zum Kantor an der Hauptkirche St. Johannis. Hier blieb er bis an sein Lebensende.
Wagner war ein produktiver Komponist. Ernst Ludwig Gerber listete noch „viele  Kirchenstücke,  Oratorien,  Ouvertüren,  Conzerten und Trios, auch 12 Violinsolos“ auf. Heute ist fast nur noch seine achtstimmige Motette Lob und Ehre und Weisheit und Dank bekannt, deren Erstdruck 1819 fälschlicherweise J.S. Bach als Komponisten auswies (Bach-Werke-Verzeichnis Anhang 162).

## Werke
- Lob und Ehre und Weisheit und Dank. Achtstimmige Motette.[3]
  - Leipzig: Breitkopf & Härtel, [1819] (BWV  Anh. III 162) Digitalisat, Stadtbibliothek Lübeck[4]
  - Herausgegeben von Klaus Winkler (Stuttgarter Bach-Ausgaben Urtext) Stuttgart: Carus 35.013
- Wenn werde ich dahin kommen. Kantate[5][6]
- Jesu lieber Meister erbarme dich unser.[7]
- Erhöre mich wenn ich rufe.[8]